# Héroes del Silencio
Gli Héroes del Silencio sono stati un gruppo rock spagnolo, formatosi a Saragozza nel 1984 e scoperti da Gustavo Montesano.
La formazione originale comprendeva il cantante Enrique Bunbury, il chitarrista Juan Valdivia, il bassista Joaquin Cardiel ed il batterista Pedro Andreu. A partire dal tour dell'Espiritu Del Vino (1993), si è aggiunto anche il secondo chitarrista Alan Boguslavsky. Il gruppo si è sciolto nell'ottobre del 1996 per poi riunirsi nel 2007, in occasione di un tour commemorativo che si è concluso il 27 ottobre dello stesso anno, a Valencia.

## Carriera
La storia degli Héroes del Silencio ha inizio nel 1984 con il gruppo Zumo De Vidrio, formato dal chitarrista Juan Valdivia. Durante un cambio di formazione entra a far parte del gruppo Enrique Ortiz De Landázuri (successivamente utilizzerà il nome d'arte Enrique Bunbury) come bassista. Nei primi mesi del 1985 il gruppo cambia definitivamente nome in Héroes del Silencio, la loro prima esibizione fu il 10 marzo 1985 presso il Cine Pax di Saragozza. Sempre nello stesso anno subentrano il batterista Pedro Andreu e il bassista Joaquin Cardiel. Enrique abbandona il basso per ricoprire il ruolo di vocalist.
Il quartetto comincia quindi una serie di concerti e la registrazione di alcune demo (che verranno pubblicate nel disco pirata Primeros Tiempos).
Nel 1987, Gustavo Montesano (musicista argentino e chitarrista degli Olé Olé), assiste al concerto alla Sala "En Bruto" di Saragozza, e capendo il potenziale della band, decide di metterli in contatto con la EMI, che offre agli Héroes la possibilità di registrare un mini LP di 4 brani. Héroe De Leyenda esce nell'agosto del 1987, e vendendo un numero di copie superiore alle aspettative, permette agli Héroes di ottenere un contratto definitivo con la EMI.
Il primo album, El mar no cesa, esce nel 1988. Registrato a Madrid, contiene principalmente brani che il gruppo aveva composto e suonato dal vivo negli anni precedenti. Questo disco non fu però registrato come il gruppo avrebbe voluto, ma secondo la volontà del produttore Gustavo Montesano - in quel periodo in piena attività con il gruppo techno-pop Olé Olé - e quindi con sonorità che non valorizzavano al meglio le capacità e l'energia del gruppo dal vivo. Nonostante questo, il disco contiene canzoni che diventeranno dei classici negli anni a venire (Mar Adentro, Hace Tiempo), e permette agli Héroes di aumentare la propria popolarità in Spagna, con apparizioni televisive e concerti. Un'altra caratteristica che emerge sin dal primo album sono i testi allegorici composti da Bunbury, che lasciano spazio a diverse interpretazioni e chiavi di lettura.
Durante questo tour, viene registrato l'EP En Directo, con una tiratura limitata di sole 5000 copie, che mostra la vera forza del gruppo dal vivo, con sonorità più rockeggianti rispetto a quelle proposte in studio. Successivamente, En Directo diventerà un pezzo da collezione, non essendo mai stato pubblicato su cd, e ristampato in vinile solo nel 2007.
Alla fine del tour, gli Héroes tornano allo studio Kirios di Madrid per la registrazione del secondo album: Senderos de traición (1990). La produzione passa a Phil Manzanera (ex chitarrista dei Roxy Music), che valorizza la maturità compositiva della band con un sound più rock e a tratti gotico. Inoltre scompaiono definitivamente le tastiere e la batteria elettronica precedentemente utilizzate.
In 2 settimane, l'album riesce a vendere 400 000 copie; brani come Entre Dos Tierras e Maldito Duende diventano dei veri e propri classici del rock spagnolo. Durante il tour, viene registrato un nuovo LP dal vivo, Senda '91, che contiene 8 brani del concerto a Las Rozas nel settembre del 1991. Anche Senda '91 diventerà oggetto da collezione.
Gli Héroes decidono che è il momento di farsi conoscere all'estero, e cominciano quindi una serie di concerti in Europa, che li porteranno a diventare il gruppo spagnolo più conosciuto. Alla fine del 1991 partecipano al festival "Rock Against Racism" a Berlino, permettendo di farsi conoscere in Germania. Dopodiché è la volta di Belgio, Svizzera, Francia e Italia. Le vendite in tutta Europa raggiungono le 800 000 copie, tra cui 250.000 solo in Germania (premiate con il disco d'oro nel Giugno 1993), più altre 175.000 grazie a un tour in Sud America, durante il quale conosceranno il chitarrista messicano Alan Boguslavsky.
Verso la fine del 1992, la band torna in studio per registrare un nuovo album, sempre sotto la guida di Phil Manzanera. Il risultato è El espíritu del vino, un doppio LP che vedrà la luce nel giugno del 1993. Si tratta di un disco molto ambizioso, con una grande varietà di suoni (dall'hard rock a influenze orientali ed etniche) e contenente altri brani destinati a diventare classici ("Nuestros Nombres", "La Herida", "La Sirena Varada").
Con questo disco - che raggiungerà la vetta delle classifiche in Spagna (600 000 copie vendute), Messico, Germania e Svizzera - viene consolidato il successo internazionale, grazie anche a partecipazioni ad alcuni importanti festival come il Rock am Ring. Anche MTV comincia a mostrare interesse per il gruppo, trasmettendo i loro videoclip ed esibizioni dal vivo.
In concomitanza con l'inizio del tour "El Camino Del Exceso", Alan Boguslavsky entra a far parte del gruppo come secondo chitarrista.
Dopo un periodo di pausa, gli Héroes ritornano nel 1994 per comporre alcune demo a Benasque (Huesca), in previsione del nuovo album che verrà registrato a Los Angeles, sotto la produzione di Bob Ezrin (Lou Reed, Pink Floyd, Peter Gabriel, Alice Cooper, Kiss e altri).
Alan partecipa alla registrazione e alla composizione dei brani, nonostante non risulti ufficialmente un membro effettivo del gruppo.
Avalancha esce nell'ottobre del 1995; si tratta di un disco con un sound più duro e diretto, che aprirà agli Héroes anche le porte per il Nord America. Anche questo album contiene alcune canzoni tra le più amate dal pubblico, come "Deshacer El Mundo", "La Chispa Adecuada" e "Iberia Sumergida".
Durante un lungo e intenso tour, viene registrato il doppio album live Parasiempre (concerti di Madrid e Saragozza) che vedrà la luce alla fine del tour. Viene inoltre pubblicata la VHS Parasiempre... Los Videos, contenente tutti i videoclip realizzati fino a questo momento.
Nell'ottobre del 1996 - all'apice del loro successo, e con grande sorpresa da parte dei fans - gli Héroes dichiarano lo scioglimento temporaneo del gruppo: una rottura causata da alcuni contrasti interni tra Enrique e Juan. Tuttavia, il gruppo rimane legato al contratto con la EMI, che negli anni successivi continuerà a pubblicare diverse raccolte.
Nel frattempo, Enrique comincia la sua carriera solista, con la quale otterrà un buon successo in Spagna e Sud America; Alan partecipa al suo primo album e lo accompagnerà nel relativo tour.
Nel 1998 esce Rarezas, un disco contenente brani inediti, b-side e alcune demo registrate nel 1994 a Benasque per Avalancha. Pedro e Juan partecipano direttamente alla masterizzazione del disco.
Pur trattandosi di una raccolta a tutti gli effetti, risulta molto interessante perché contiene brani non facilmente reperibili; inoltre la qualità delle b-side non fa affatto sfigurare il nome del gruppo.
In contemporanea esce il video Rarezas, contenente delle nuove interviste a Enrique, Pedro, Joaquin, Juan e Alan sulla loro carriera, alternate ad alcuni filmati inediti. Insieme alla VHS viene allegato un cd promozionale, contenente la demo di "Deshacer El Mundo", non inclusa nel cd Rarezas. Nel 1999 esce il primo boxset degli Héroes, Edición Del Milenio, composto da 4 cd, che però non contiene nessun brano inedito.
Nel 2000 è la volta di Canciones 84-96, una doppia raccolta con tutti i successi rimasterizzati. 7 brani sono presenti con un nuovo mixaggio (curato da Phil Manzanera) e nuove tracce vocali registrate da Enrique per l'occasione. Sempre Manzanera ha inoltre composto un remix del brano "El Camino Del Exceso".
Nel 2004 cominciano a circolare delle voci su una possibile reunion degli Héroes Del Silencio. Per sfruttare questa nuova ondata di interesse, la EMI pubblica Antología Audiovisual, una raccolta composta da un cd con le canzoni più conosciute (nessun inedito) e un DVD contenente i videoclip, per la prima volta in formato digitale, e un'intervista realizzata nel 1996 in occasione dell'uscita di Parasiempre.
A febbraio dell'anno successivo viene pubblicato El Ruido Y La Furia, contenente un DVD con due concerti (Madrid 16 giugno '93, già pubblicato in vhs, e Madrid 21 novembre '95, mai pubblicato, ma trasmesso in televisione), e un cd con la versione audio del secondo concerto. Questo live, che non è stato ritoccato in studio, risulta un ottimo prodotto se non fosse per il brano finale Decadencia, tagliato prima del caratteristico medley. Tra settembre e ottobre del 2006 la EMI rimasterizza la discografia del gruppo, in 4 doppi cd "ediciones especiales": a detta della EMI, i cd extra avrebbero dovuto contenere materiale inedito e rarità, in realtà sono composti da canzoni già pubblicate nelle raccolte precedenti. Unico motivo di interesse sono le tracce di En Directo (pubblicate per la prima volta su cd) e Senda '91 (già fuori catalogo da molti anni). Sono però presenti alcune imperfezioni: il sesto brano di Senda '91, El Mar No Cesa, è stato inspiegabilmente incluso nel cd extra di El Mar No Cesa, mentre tutti gli altri nel cd extra di Senderos De Traición. Inoltre, il "messaggio occulto" presente alla fine di Senda '91 è stato tagliato.
Un solo mese dopo la pubblicazione di queste ristampe, la EMI lancia sul mercato anche The Platinum Collection, in formato cd e DVD. La versione audio contiene 3 cd, i primi due senza alcun inedito, e il terzo contenente brani inediti dal vivo. In realtà solo 10 brani su 12 sono inediti; inoltre alcuni sono ricavati da registrazioni pirata, e quindi la qualità risulta molto bassa. In generale la qualità cambia di brano in brano, lasciando all'ascoltatore la sensazione di un prodotto amatoriale. La versione video è formata da 2 DVD: il primo contiene i videoclip già pubblicati in più di un'occasione, l'intervista "Gira '96" (anche questa già pubblicata), il video Rarezas (per la prima volta su DVD), più alcune interviste e making of. Il secondo DVD contiene invece i due concerti già pubblicati in El Ruido Y La Furia. Nel frattempo, le voci sulla riunione si fanno sempre più insistenti, finché il 14 febbraio 2007 viene ufficialmente annunciato il ritorno degli Héroes Del Silencio.
Tra settembre e ottobre si è svolto un tour di 10 date (Guatemala, Buenos Aires, Città Del Messico, Los Angeles, Saragozza, Siviglia, e Valencia).
La novità di questo tour è l'assenza del "quinto eroe" e secondo chitarrista Alan Boguslavsky, sostituito da Gonzalo Valdivia, fratello di Juan.
Durante lo stesso periodo, la EMI pubblica due boxset di vinili, prodotti esplicitamente dedicati ai collezionisti e stampati in sole 5000 copie.
Il 22 novembre 2011 viene pubblicato l'album dal vivo "Live In Germany" (CD + DVD), registrato a Coblenza nell'ottobre del 1993 durante il tour di El Espiritu Del Vino. Per la promozione di questo disco, Juan, Joaquin e Pedro decidono di prendere parte ad una serie di cinque incontri con i fans in diverse città spagnole, e allo stesso tempo rilasciano alcune dichiarazioni sulla loro volontà di riportare in attività il gruppo, con un nuovo album studio e dei nuovi concerti, escludendo però in partenza l'eventualità di un nuovo tour senza nuovo materiale, così come avvenne per la reunion del 2007. Grazie a questo disco il gruppo vince il premio come Miglior Video nella manifestazione "XIII Premios De La Música Aragonesa". Nel frattempo Enrique, impegnato in un tour in America, e che pertanto non era stato coinvolto nella promozione, dichiara di non avere più alcuna intenzione di ritornare in attività con gli Héroes Del Silencio, considerandolo un capitolo chiuso della sua carriera. In seguito a queste dichiarazioni, aumentano le voci sulla ricerca di un nuovo cantante, ma per i due anni successivi queste voci non trovano alcuna conferma, fino a quando nel mese di luglio 2013 la band rilascia un comunicato sul sito ufficiale, con il quale viene annunciato che il progetto è accantonato a data destinarsi.

## Carriere soliste
Subito dopo lo scioglimento degli Héroes Del Silencio, il cantante Enrique Bunbury intraprende una carriera solista nella quale smussa via via tutti gli spigoli rock, approdando a una sorta di etnofolk cantautorale molto apprezzato soprattutto in Spagna e nel Centro America.
Il gruppo che ha accompagnato Enrique sin dagli inizi della sua carriera è l'Huracán Ambulante, il quale ha raggiunto la formazione definitiva nel 2000 durante il tour di Pequeño, per poi sciogliersi nell'agosto del 2005 successivamente al tour Freak Show.
Nel 2008 nasce il nuovo gruppo Los Santos Inocentes, in occasione della pubblicazione del disco Hellville De Luxe. L'unico musicista di questa nuova formazione che ha continuato a seguire Enrique sin dai tempi di Radical Sonora è il batterista Ramón Gacias.
Juan Valdivia ha pubblicato il suo primo (e al momento unico) album Trigonometralla nel 2001, nel quale suona anche il pianoforte, e al quale ha partecipato anche suo fratello Gonzalo.
Joaquin Cardiel ha collaborato agli arrangiamenti del primo disco solista di Bunbury - Radical Sonora - e ha scritto la musica per La Carta Del Indio Salvaje (1998), un disco nel quale si legge una lettera in spagnolo e in inglese (voce di Constantino Romero) per una campagna a favore della liberazione di Leonard Peltier, un indio prigioniero condannato a doppio ergastolo. Inoltre ha partecipato all'elaborazione e alla promozione della raccolta Canciones 84-96 e del libro di foto Fotos 85-96 degli Héroes Del Silencio. Nel 2007 ha collaborato nel Disco Natural De Aragón con il brano Palabras. Nel 2014 ha pubblicato un EP contenente 4 canzoni, anche questo intitolato Palabras, in quanto contiene un rifacimento del suo vecchio brano.
Pedro Andreu ha fatto parte del gruppo Puravida come cantante e chitarrista, con il quale ha pubblicato Donde El Corazón Me Lleve (1999), e dove il ruolo di batterista è affidato a Carlos Gamón (la copertina di questo disco è stata disegnata da Joaquin Cardiel). La band si è sciolta a causa dello scarso successo. In seguito ha creato il progetto DAB (Digital Analog Band) insieme al DJ Aka Positive (Luis Sancho), con il quale ha pubblicato The Best (2003), The Best 2 (2005) e The Best 3 (2011). Hanno collaborato Gonzalo Valdivia e Rafa Domínguez (chitarrista di Bunbury dal 1999 al 2005). Nel 2013 ha formato il gruppo rock L4 Red, con il quale ha pubblicato l'album Libera La Acción (2017).
Alan Boguslavsky ha lavorato su diversi progetti solisti. Nel 1999 ha formato i Bogusflow insieme al batterista Ramón Gacias e al tastierista Copi Corellano, conosciuti durante la collaborazione con Bunbury, e con i quali ha pubblicato un album e un singolo (nel brano Roses In The Garden ha collaborato Joaquin Cardiel). Sempre nel 1999 ha dato vita al progetto E.B.A. (Explendid Behaviour Arrival) insieme al chitarrista Alfonso Casasnovas, e con il quale ha pubblicato un album lo stesso anno. Nel 2002 ha pubblicato The Art Of Waiting, un disco acustico e minimalista, e Flautas Lakotas, Meditación nel 2008. Attualmente è il chitarrista di un gruppo rock messicano, Los Milky Brothers, con il quale ha pubblicato il mini-album Su Lechita Y A Dormir nel 2009.

## Componenti
- Enrique Bunbury - voce, chitarra acustica, armonica
- Juan Valdivia - chitarra solista
- Joaquin Cardiel - basso, cori
- Pedro Andreu - batteria
- Alan Boguslavsky - chitarra ritmica, cori
- Gonzalo Valdivia - chitarra ritmica, cori

## Discografia

### Album in studio
- 1988 - El mar no cesa
- 1990 - Senderos de traición
- 1993 - El espíritu del vino
- 1995 - Avalancha

### Live
- 1989 – En directo
- 1991 – Senda '91
- 1996 – Parasiempre
- 2005 – El ruido y la furia
- 2007 – Tour 2007
- 2011 – Live in Germany

### EP
- 1987 - Héroe de leyenda
- 1991 - Maldito duende
- 1991 - Entre dos tierras
- 1991 - Oración
- 1993 - Nuestros nombres
- 1993 - La herida
- 1994 - La sirena varada
- 1995 - Iberia sumergida
- 1995 - La chispa adecuada
- 1996 - Avalancha

### Singoli
- 1987 - Héroe de leyenda
- 1987 - La lluvia gris
- 1989 - Flor venenosa
- 1989 - Mar adentro
- 1989 - Agosto
- 1989 - Fuente esperanza
- 1989 - No más lágrimas
- 1990 - Entre dos tierras
- 1991 - Maldito duende
- 1991 - Despertar
- 1991 - Con nombre de guerra
- 1991 - Oración
- 1993 - Nuestros nombres
- 1993 - La sirena varada
- 1993 - Tesoro
- 1994 - Flor de loto
- 1995 - Iberia sumergida
- 1995 - La chispa adecuada
- 1996 - Avalancha
- 1996 - Deshacer el mundo
- 1996 - Maldito duende
- 1996 - Entre dos tierras
- 1998 - Apuesta por el Rock 'n' Roll
- 1998 - Morir todavía

### Raccolte
- 1998 - Rarezas
- 2000 - Canciones 1984-1996
- 2004 - Antología audiovisual
- 2006 - The Platinum Collection

### Box set
- 1999 - Edición del milenio
- 2007 - Caja vinilos
- 2007 - The Singles
- 2007 - Tour 2007 Deluxe Boxset
- 2010 - Obras completas

### Videografia
- 1994 - En directo
- 1996 - Parasiempre... Los vídeos
- 1998 - Rarezas
- 2004 - Antología audiovisual
- 2005 - El ruido y la furia
- 2006 - The platinum collection - Los vídeos
- 2007 - Rarezas
- 2007 - Tour 2007
- 2008 - Tesoro
- 2011 - Live in Germany